# 20. etape af Tour de France 2013
Tyvende etape af Tour de France 2013 er en 125 km lang bjergetape. Den bliver kørt lørdag den 20. juli fra Annecy til Annecy-Semnoz i Haute-Savoie.
Dette er sidste chance for at ændre i det samlede klassement og i kampen om den prikkede bjergtrøje. Efter en tur rundt om Annecy søen begynder dette års sidste stigninger med først Mont Revard efter 78,5 km, og sidst den 10,7 km lange finale på bjerget Semnoz med en gennemsnitsstigning på 8,5%.